# Adrian Ursea
Adrian Dante Ursea (Slobozia, 14 settembre 1967) è un allenatore di calcio ed ex calciatore rumeno, di ruolo centrocampista, tecnico dello Yverdon.

## Statistiche

### Statistiche da allenatore
Statistiche aggiornate al 2 gennaio 2025.
| Stagione              | Squadra               | Campionato            | Campionato | Campionato | Campionato | Campionato | Coppe nazionali | Coppe nazionali | Coppe nazionali | Coppe nazionali | Coppe nazionali | Coppe continentali | Coppe continentali | Coppe continentali | Coppe continentali | Coppe continentali | Altre coppe | Altre coppe | Altre coppe | Altre coppe | Altre coppe | Totale | Totale | Totale | Totale | % Vittorie | Piazzamento |
| Stagione              | Squadra               | Comp                  | G          | V          | N          | P          | Comp            | G               | V               | N               | P               | Comp               | G                  | V                  | N                  | P                  | Comp        | G           | V           | N           | P           | G      | V      | N      | P      | %          | Piazzamento |
| --------------------- | --------------------- | --------------------- | ---------- | ---------- | ---------- | ---------- | --------------- | --------------- | --------------- | --------------- | --------------- | ------------------ | ------------------ | ------------------ | ------------------ | ------------------ | ----------- | ----------- | ----------- | ----------- | ----------- | ------ | ------ | ------ | ------ | ---------- | ----------- |
| mar.-mag. 2003        | Servette              | LNA                   | 12         | 4          | 3          | 5          | CS              | -               | -               | -               | -               | -                  | -                  | -                  | -                  | -                  | -           | -           | -           | -           |             | 12     | 4      | 3      | 5      | 33,33      | Sub. 6°     |
| ago.-ott. 2004        | Servette              | SL                    | 5          | 3          | 2          | 0          | CS              | 1               | 1               | 0               | 0               | CU                 | 1                  | 0                  | 0                  | 1                  | -           | -           | -           | -           |             | 7      | 4      | 2      | 1      | 57,14      | Interim     |
| Totale Servette       | Totale Servette       | Totale Servette       | 17         | 7          | 5          | 5          |                 | 1               | 1               | 0               | 0               |                    | 1                  | 0                  | 0                  | 1                  |             |             |             |             |             | 19     | 8      | 5      | 6      | 42,11      |             |
| lug.-ott. 2005        | Meyrin                | CL                    | 13         | 1          | 6          | 6          | CS              | 1               | 0               | 0               | 1               | -                  | -                  | -                  | -                  | -                  | -           | -           | -           | -           |             | 14     | 1      | 6      | 7      | &7,14      | Eson.       |
| dic. 2020-2021        | Nizza                 | L1                    | 27         | 10         | 5          | 12         | CF              | 2               | 1               | 0               | 1               | UEL                | 1                  | 0                  | 0                  | 1                  | -           | -           | -           | -           |             | 30     | 11     | 5      | 14     | 36,67      | Sub. 9°     |
| 2023-2024             | Étoile Carouge        | PL                    | 34         | 23         | 5          | 6          | CS              | 1               | 0               | 0               | 1               | -                  | -                  | -                  | -                  | -                  | -           | -           | -           | -           |             | 35     | 23     | 5      | 7      | 65,71      | 1° (prom.)  |
| 2024-2025             | Étoile Carouge        | CL                    | 36         | 15         | 9          | 12         | CS              | 4               | 2               | 1               | 1               | -                  | -                  | -                  | -                  | -                  | -           | -           | -           | -           |             | 40     | 17     | 10     | 13     | 42,50      | 3°          |
| Totale Etoile Carouge | Totale Etoile Carouge | Totale Etoile Carouge | 70         | 38         | 14         | 18         |                 | 5               | 2               | 1               | 2               |                    |                    |                    |                    |                    |             |             |             |             |             | 75     | 40     | 15     | 20     | 53,33      |             |
| Totale carriera       | Totale carriera       | Totale carriera       | 127        | 56         | 30         | 41         |                 | 9               | 4               | 1               | 4               |                    | 2                  | 0                  | 0                  | 2                  |             |             |             |             |             | 138    | 60     | 31     | 47     | 43,48      |             |

## Palmarès

### Allenatore
- Promotion League: 1

Étoile Carouge: 2023-2024